# Piłka ręczna na Letnich Igrzyskach Olimpijskich 2016 – kwalifikacje kobiet
Kwalifikacje do olimpijskiego turnieju piłki ręcznej 2016 miały na celu wyłonienie żeńskich reprezentacji narodowych w piłce ręcznej, które wystąpią w tym turnieju.
W turnieju olijmpijskim wystąpi dwanaście zespołów. Udział zapewniony miała reprezentacja Brazylii jako przedstawiciele gospodarza igrzysk, zaś o pozostałe miejsca odbywały się zawody eliminacyjne. Po jednym zostało zorganizowane w każdej z czterech regionalnych federacji i podobnie jak z mistrzostw świata awans uzyskali triumfatorzy tych zawodów. W przypadku gdy zwycięzca kontynentalnego turnieju byłby jednocześnie mistrzem świata lub gospodarzem igrzysk, awans z tego turnieju otrzymałby zespół z drugiego miejsca. Ostatnią szansą były trzy czterozespołowe światowe turnieje kwalifikacyjne, z których awansowały po dwa najlepsze, a prawo udziału w nich uzyskało sześć czołowych drużyn z mistrzostw świata, które dotychczas nie uzyskały kwalifikacji oraz sześć drużyn wyznaczonych ze względu na kryterium geograficzne.

## Zakwalifikowane drużyny
| Kwalifikacja                        | Data                    | Gospodarz        | Miejsca | Zakwalifikowani    |
| ----------------------------------- | ----------------------- | ---------------- | ------- | ------------------ |
| Gospodarz                           | –                       | –                | 1       | Brazylia           |
| Mistrzostwa świata                  | 4–20 grudnia 2015       | Dania            | 1       | Norwegia           |
| Mistrzostwa Europy                  | 7–21 grudnia 2014       | Chorwacja/ Węgry | 1       | Hiszpania          |
| Afrykański turniej kwalifikacyjny   | 19–21 marca 2015        | Angola           | 1       | Angola             |
| Igrzyska Panamerykańskie            | 16–24 lipca 2015        | Kanada           | 1       | Argentyna          |
| Azjatycki turniej kwalifikacyjny    | 20–25 października 2015 | Japonia          | 1       | Korea Południowa   |
| I Światowy Turniej Kwalifikacyjny   | 18–20 marca 2016        | Francja          | 2       | Francja Holandia   |
| II Światowy Turniej Kwalifikacyjny  | 18–20 marca 2016        | Dania            | 2       | Czarnogóra Rumunia |
| III Światowy Turniej Kwalifikacyjny | 18–20 marca 2016        | Rosja            | 2       | Rosja Szwecja      |
| Razem                               |                         |                  | 12      |                    |

## Kwalifikacje

### Mistrzostwa świata
W rozegranym w grudniu 2015 roku turnieju triumfowały Norweżki.

### Turnieje kontynentalne

#### Afryka
Turniej kwalifikacyjny odbył się z udziałem czterech drużyn w dniach 19–21 marca 2015 roku w Luandzie. Zespoły rywalizowały systemem kołowym w ciągu trzech meczowych dni, a niepokonana okazała się reprezentacja Angoli.

#### Ameryka
W zawodach wystartowało wyłonionych we wcześniejszych eliminacjach osiem zespołów podzielonych na dwie grupy po cztery zespoły. Rozgrywki odbyły się w dniach 16–24 lipca 2015 roku w Exhibition Centre, a prowadzone były w pierwszej fazie systemem kołowym, po którym nastąpi faza play-off: dwie najlepsze drużyny z każdej grupy walczyły o miejsca 1–4, natomiast pozostałe o pozycje 5–8. Najlepsze okazały się Brazylijki, bezpośredni awans do olimpijskiego turnieju zyskały natomiast zdobywczynie srebrnego medalu, Argentynki.

#### Azja
Turniej odbył się z udziałem pięciu drużyn w dniach 20–25 października 2015 roku w Nagoi. Zespoły rywalizowały systemem kołowym w ciągu pięciu meczowych dni, a niepokonana okazała się reprezentacja Korei Południowej.

#### Europa
W rozegranym w grudniu 2014 roku szesnastozespołowym turnieju triumfowały Norweżki. Z uwagi na ich triumf w MŚ 2015 europejskie miejsce otrzymały Hiszpanki.

### Światowe turnieje kwalifikacyjne
Potwierdzenie dat światowych turniejów kwalifikacyjnych nastąpiło w grudniu 2015 roku, a obsada zawodów została ustalona po MŚ 2015. Z pierwszego turnieju awansowały Holandia i Francja, z drugiego Rumunia i Czarnogóra, zaś z trzeciego Szwecja i Rosja.
| Turniej I | Turniej II | Turniej III |
| --- | --- | --- |
| - 2. miejsce MŚ 2015: Holandia - 7. miejsce MŚ 2015: Francja - 2. miejsce turnieju azjatyckiego 2015: Japonia - 2. miejsce turnieju afrykańskiego 2015: Tunezja | - 3. miejsce MŚ 2015: Rumunia - 6. miejsce MŚ 2015: Dania - 2. miejsce IP 2015: Urugwaj - 4. miejsce ME 2014: Czarnogóra | - 4. miejsce MŚ 2015: Polska - 5. miejsce MŚ 2015: Rosja - 3. miejsce ME 2014: Szwecja - 3. miejsce IP 2015: Meksyk |

Turniej I
Turniej II
Turniej III